# Saint-Philbert-du-Peuple
Saint-Philbert-du-Peuple is een gemeente in het Franse departement Maine-et-Loire (regio Pays de la Loire). De plaats maakt deel uit van het arrondissement Saumur. Saint-Philbert-du-Peuple telde op 1 januari 2022 1.319 inwoners.

## Geografie
De oppervlakte van Saint-Philbert-du-Peuple bedroeg op 1 januari 2022 16,38 vierkante kilometer; de bevolkingsdichtheid was toen 80,5 inwoners per km².

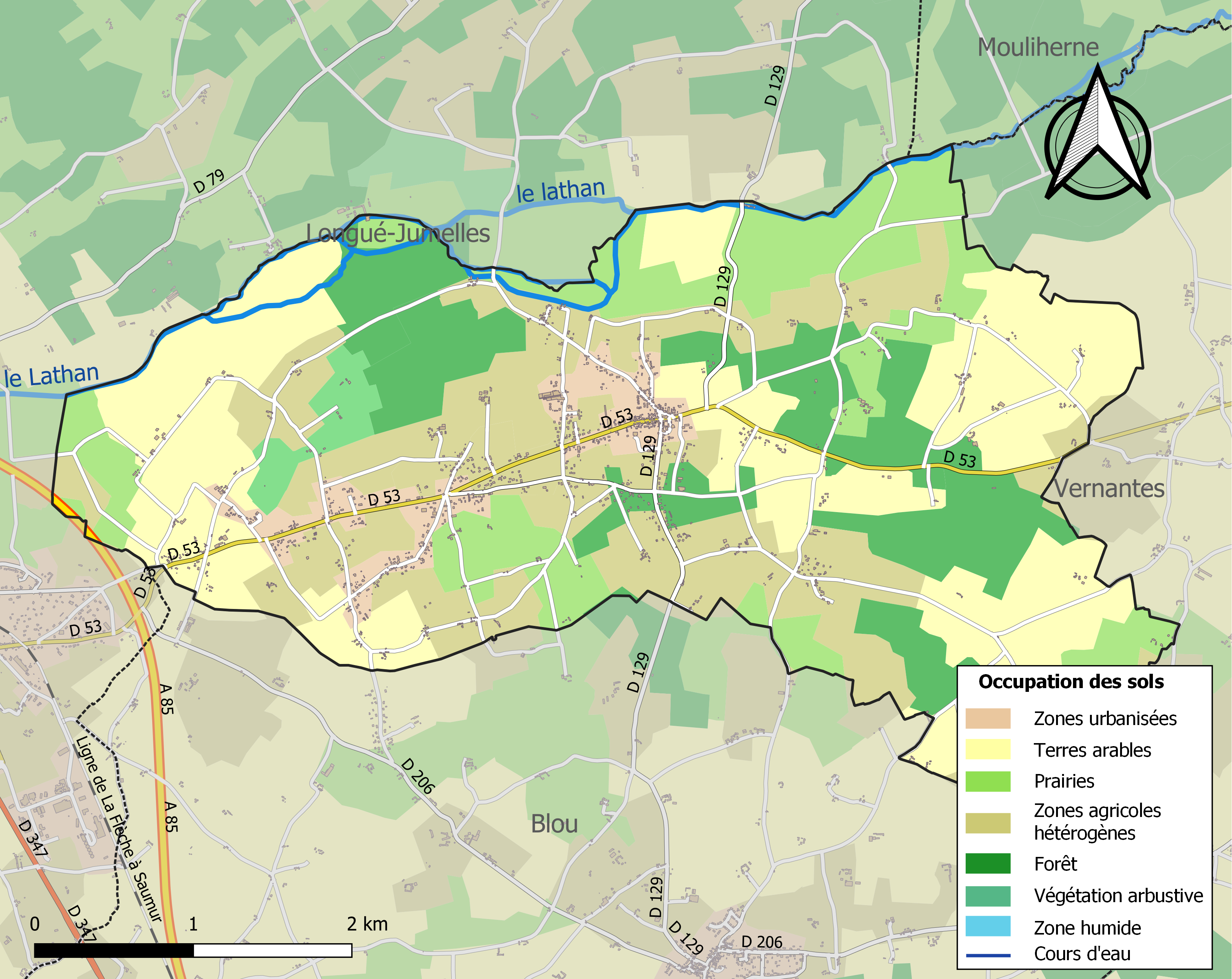
Kaart van de gemeente met de belangrijkste infrastructuur, bodemgebruik en omliggende gemeenten

## Demografie
Onderstaande figuur toont het verloop van het inwonertal (bron: INSEE-tellingen).